# Passiva
In economie en bedrijfskunde zijn passiva de bronnen waarmee een onderneming gefinancierd is, in feite al het geld dat in de onderneming geïnvesteerd is. Het tegenovergestelde begrip van passiva is activa.
Het is het vreemd vermogen (schulden of verplichtingen die in de boekhouding van een bedrijf opgenomen worden) plus het eigen vermogen.
Passiva omvatten de leningen, voorzieningen voor uitgestelde opbrengsten en  uitgaven. Als voorbeeld: de onbetaalde waarde van een hypotheek of geld dat aan leveranciers verschuldigd is, worden als passiva beschouwd. 

De huidige passiva of vlottende schulden zijn schulden die binnen één jaar betaald zouden moeten worden, terwijl de passiva op lange termijn of langlopende schulden langer lopen. Een belangrijke passiva-post is altijd de crediteuren, de nog niet betaalde leveranciers.
Het eigen vermogen wordt ook aan de kant van de passiva op de balans gezet, het is immers een schuld aan de eigenaren dan wel de aandeelhouders van de onderneming.  
De voorzieningen vallen ook onder de passiva. Dit zijn gereserveerde bedragen voor een verwachte verplichting in de toekomst, waarvan de omvang nog niet vaststaat maar wel geschat kan worden (bijvoorbeeld een voorziening voor groot onderhoud aan het bedrijfspand). 
Op een balans geldt altijd:
{\displaystyle \mathrm {activa\ =\ passiva\ =\ eigen~vermogen+schulden} }
Passiva vormen de credit-zijde (rechterzijde) van de balans. De activa vormen de debetzijde van de balans. De passiva worden gebruikt om de activa te financieren. Daarom zijn de passiva even hoog als de activa.

## Voorbeelden / onderdelen van de passiva
- Eigen vermogen
  - Aandelenkapitaal
  - Reserves

- Lang vreemd vermogen
  - Schulden voor langer dan een jaar
    - Bankleningen, waaronder hypothecaire leningen
    - Pensioenverplichtingen (voor een bedrijf dat geen verzekeraar is betreft dit pensioen in eigen beheer)
    - Leningen aan andere gerelateerde vennootschappen
- Kort vreemd vermogen
  - Crediteuren
  - Schulden voor korter dan een jaar
    - Kortlopende Leningen (bank)
    - Rekening-Courant met andere vennootschappen of aandeelhouders
    - Te betalen rente
    - Af te dragen Belastingen (BTW, Vennootschapbelasting)
- Voorzieningen